# ひでまる the soccer boy
『ひでまる the soccer boy』（ひでまる ザ サッカー ボーイ）は、テレビ東京で放送されたTVアニメ『フォルツァ!ひでまる』を原案とした溝渕誠の漫画。2002年4月から2003年5月号まで『月刊コロコロコミック』で連載された。単行本全2巻。
TVアニメ『フォルツァ!ひでまる』が元となっているが、ストーリーは独立したものとなっており、アニメの放送終了後も連載継続された。

## あらすじ
サッカーの大好きな少年犬・ひでまるはワールドカップの出場を夢見て日本にやってくる。チームメイトが去りサッカーをあきらめかけていた才蔵と知り合った事から、仲間たちと共に日本一強いチームを目指す。

## 登場人物
ひでまる
本編の主人公。犬。サッカーとご飯が大好き。最終回で日本代表となる。
才蔵 （さいぞう）
ひでまるのチームメイトでゴールキーパー。ラーメン屋の息子。チームメイトとの実力の差で孤立していた天才プレイヤーで、そのことが原因でチームメイトが去りサッカーをあきらめかけるが、ひでまるに感化されチームメイトが戻り自信を取り戻す。
一郎丸 （いちろうまる）
三兄弟の長男。一年前に才蔵を負傷させてしまい、それ以来サッカーが出来なくなっていたが、ひでまると出会い克服。後に才蔵とも和解しチームに入る。
二郎丸 （じろうまる）
三兄弟の次男。おおらかな性格。大会第二回戦で相手チームの作戦にはまり負傷してしまう。
三郎丸 （さぶろうまる）
三兄弟の三男。少々生意気。第二回戦で負傷した次男二郎丸の仇を討つ。
カルロス
ブラジル出身のサッカープレイヤー。ボールを上手く蹴り返せず仲間に笑われチームを離れるが、ひでまると出会い才能を見出すことになる。
中田英寿
サッカー日本代表（当時）。数回登場しているが、名前が判明したのは最終回である。

## 単行本
1. 2002年11月28日発売 ISBN 4091428339
2. 2003年5月28日発売 ISBN 4091428347

## エピソード
GOAL.1「目標、ワールドカップ!!」2002年4月号に掲載
GOAL.2「世界一のラーメン」2002年5月号に掲載
GOAL.3「最強の助っ人!!」2002年6月号に掲載
GOAL.4「来たれ!万年寺3兄弟」2002年7月号に掲載
GOAL.5「おれが本物だ!!」2002年8月号に掲載
GOAL.6「幻のかべを打ち破れ!!」2002年9月号に掲載
GOAL.7「くせものぞろいの11」2002年10月号に掲載
GOAL.8「打倒、世界王者!!」2002年11月号に掲載
GOAL.9「めざせ日本一!!全国大会開幕」2002年12月号に掲載
GOAL.10「大胆不敵な突破口」2003年1月号に掲載
GOAL.11「小さな黄金コンビ!!」2003年2月号に掲載
GOAL.12「勝負のゆくえはこの脚に!!」2003年3月号に掲載
GOAL.13「死闘!!その先にあるもの」2003年4月号に掲載
GOAL.14（最終回）「本気で行こうぜ!!」2003年5月号に掲載